# Mérce
Mérce, connu sous le nom de Kettős Mérce jusqu'à l'automne 2017, est un site web d'information hongrois créé en 2008 sous la forme d'un blog d'opposition à la montée de l'extrême-droite dans le pays. Il compte désormais comme l'un des sites web les plus influents auprès du milieu militant de gauche. Mérce est membre du réseau centre-européen Political Critique, lequel traduit et diffuse en anglais les articles de sites d'information analogues situés en Pologne (Krytyka Polityczna), Slovaquie (Inštitút ľudských práv), et République tchèque (A2). Il figure également parmi les partenaires hongrois du site francophone Le Courrier d'Europe centrale.